# El Lorax
El Lórax es un libro infantil escrito por Dr. Seuss y publicado por primera vez en 1971. Es una crónica de la difícil situación del medio ambiente y de la intervención de una criatura llamada «el Lórax», quien habla en nombre de los árboles, debido a la codiciosa intervención de un empresario referido como «el Una-Vez» (the Once-ler). Al igual que en la mayoría de los trabajos de Dr. Seuss, las criaturas mencionadas son originales del libro.
El libro es comúnmente reconocido como una fábula debido a que muestra cómo la avaricia corporativa representa un peligro para la naturaleza, utilizando el elemento literario de la  personificación para dar vida al medio ambiente en la forma del Lórax y a la industria en la forma del Una-Vez (cuyo rostro nunca se muestra en ninguna de las ilustraciones de la historia o en el especial de televisión, pero sí en la película del 2012).

## Argumento
Un muchacho joven visita a un extraño hombre solitario llamado El-Una-Vez. 
El muchacho le paga a El-Una-Vez quince centavos, un clavo y una concha de un caracol tatarabuelo para que le explique por qué el área está en un estado ruinoso. El-Una-Vez le explica al niño (mediante el uso de un flashback) que tiempo atrás llegó a un valle hermoso, que contenía animales felices y juguetones que pasaban el día entre árboles de trúfula. El-Una-Vez comenzó a cortar estos árboles para recoger materia prima con el objetivo de tejer thneeds, una invención cómica y versátil que «todo el mundo necesita»: se puede utilizar como una camisa, un calcetín, un guante, un sombrero, una alfombra, una almohada, una hoja, o una cortina. Sin embargo, al cortar el primer árbol, invoca al Lórax, que era «bajito y algo viejo y de color anaranjado ... con una voz que era fuerte y mandona», el cual aparece en el tronco cortado del árbol de trúfula. El Lórax «habla en nombre de los árboles, los árboles no tienen lengua» y advierte a El-Una-Vez de las consecuencias de la tala de los estos. Sin embargo, El-Una-Vez no le hace caso y llama a sus familiares para trabajar en su fábrica de thneeds.
Pronto el área que había sido una vez hermosa se convierte en un lugar lleno de contaminación. El Lórax envía lejos a la fauna para que puedan encontrar hábitats más hospitalarios. Frente al Lórax, El-Una-Vez declara su intención de continuar ampliando sus operaciones, pero en ese mismo momento, ellos «oyeron la caída del árbol. El último árbol de trúfula de todos ellos». Sin materias primas, la fábrica cierra y, sin esta, los familiares de El-Una-Vez se van. A continuación, el Lórax, en silencio, con una «muy triste, triste mirada hacia atrás», se va volando entre las nubes.
El-Una-Vez persiste en su residencia en ruinas, viviendo en soledad y remordimiento, mientras medita sobre el mensaje que el Lórax había dejado atrás: una piedra laja grabada con la palabra «A menos que» (Unless). De vuelta en la actualidad, El-Una-Vez le dice al joven que ahora se da cuenta de lo que el Lórax quiso decir: que «al menos que» alguien se preocupara, la situación no iba a mejorar. El-Una-Vez le da al joven última semilla de trúfula y le dice que la plante, diciendo que «los árboles de Truffula son "lo que todo el mundo necesita"», y esperando que, si el niño logra hacer un bosque de trúfulas, «el Lórax y todos sus amigos puedan regresar».

## Críticas
En el 2007, se realizó una encuesta vía Internet y se nombró a El Lórax como uno de los libros en el Top 100 mejores libros para niños. Fue también uno de los Top 100 de libros de imágenes de todos los tiempos en una encuesta realizada en el 2012.
En una crítica retrospectiva, escrita en la revista Nature en el año 2011 (en el 40 aniversario de la publicación del libro) Emma Marris describió al personaje Lórax como una «parodia de un ecologista misántropo». Ella llamó al libro «triste» y dudó de que fuese bueno para los niños pequeños. No obstante, elogió el libro en general, y especialmente a Dr. Seuss por la comprensión de «los límites de oscuridad y perdición» del ambientalismo.

## Controversia

### The Truax
En 1988, un pequeño distrito escolar en California mantuvo el libro en una lista de lectura para alumnos de segundo grado, aunque algunos en la ciudad afirmaron que el libro era injusto para la industria maderera.
Terri Birkett, miembro de una familia de propietarios de una fábrica de pisos de madera, escribió The Truax, burlándose del libro,
 ofreciendo una perspectiva de explotación amigable al usar a un árbol antropomórfico conocido como el Guardbark como personaje principal. Este libro fue publicado por la Asociación Nacional de Fabricantes de Pisos de Roble (NOFMA).
Al igual que en El Lórax, el libro consta de un desacuerdo entre dos personajes: la industria maderera, representante de los Estados industrializados, y el Guardbark, una personificación del movimiento ecologista que, al final, es convencido por los argumentos del maderero. Sin embargo, esta historia fue criticada por tener un claro interés propio.

### Lago Erie
La línea «Oigo que las cosas están mal en Lago Erie» fue eliminada más de catorce años después de que el libro fuese publicado, después de que dos investigadores asociados del Programa Sea Grant de Ohio les escribieran a Dr. Seuss acerca de la limpieza del lago.

La línea permanece en las versiones de vídeo doméstico del especial de televisión.

### Paralelismos
El 7 de abril de 2010, Amnistía Internacional comentó en su blog que la historia del libro es «sorprendentemente paralela a la de la Dongria Kondh pueblo de Orissa en la India donde una empresa está destruyendo el medio ambiente de los Dongria Kondh».

## Adaptaciones

### Especial de televisión de 1972
El libro fue adaptado a un especial musical animado de televisión, producido por DePatie-Freleng Enterprises, dirigido por Hawley Pratt y con las voces de Eddie Albert y Bob Holt. 
Se emitió por primera vez por CBS el 15 de febrero de 1972. La línea sobre el Lago Erie fue dicha por uno de los peces, cuando salió del río al pie de la fábrica de El-Una-Vez. El especial también cuenta con más de una mirada en profundidad a los problemas, incluyendo una discusión de El-Una-Vez consigo mismo acerca de lo que está haciendo, y en el momento que le pregunta al Lórax si cerrar su fábrica (y dejar a cientos de personas sin empleo) era realmente la respuesta. Muchos de los argumentos del Lórax parecen estar centrados en cómo el «progreso avanza demasiado rápido», argumentando de que las cosas podrían haber sido mejor si El-Una-Vez hubiese llegado a un equilibrio con el bosque y hubiese desacelerado la producción de los thneeds. En Latinoamérica el especial fue trasmitido por Cartoon Network.
Una versión abreviada del especial se utiliza en la película para televisión de 1994 En busca del Dr. Seuss, con Kathy Najimy como personaje principal.

### El Lórax: en busca de la trúfula perdida
El 2 de marzo de 2012, Universal Studios y  Illumination Entertainment lanzaron una película 3D generada por computadora basada en el libro, llamada El Lórax: en busca de la trúfula perdida.
El lanzamiento coincidió con el cumpleaños número 108 de Seuss. 
El reparto incluye a Danny DeVito como el Lórax, Zac Efron como Ted (el joven del libro), y a Ed Helms como El-Una-Vez. La película incluye varios personajes nuevos: Rob Riggle como Aloysius O'Hare (villano de la película), Betty White como Norma, la abuela de Ted, y a Taylor Swift como Audrey, la enamorada de Ted (nombrada así en honor a Audrey Geisel, la viuda de Dr. Seuss). La película debutó en la posición número uno en la taquilla, ganando 70 millones de dólares. La película finalmente recaudó un total de $ 214 030 500.

### Libros de audio
Dos libros de audio se han editado en CD, uno narrado por Ted Danson en los Estados Unidos (Listening Library, ISBN 978-0-8072-1873-0) y uno narrado por Rik Mayall, en el mismo país (HarperCollins, ISBN 978-0-00-715705-1).